# When Your Heart Stops Beating (chanson)
Singles de +44
Lycanthrope
(2006) Baby Come On
(2007)
Pistes de When Your Heart Stops Beating
Baby Come On
(02) Little Death
(04)
When Your Heart Stops Beating est une chanson du groupe +44. Elle apparait sur l'album When Your Heart Stops Beating, elle est sortie en version single le 14 novembre 2006.
Le clip est réalisé par Liz Friedlander.

## Liste des pistes
| When Your Heart Stops Beating | When Your Heart Stops Beating                    | When Your Heart Stops Beating | When Your Heart Stops Beating | When Your Heart Stops Beating | When Your Heart Stops Beating | When Your Heart Stops Beating | When Your Heart Stops Beating | When Your Heart Stops Beating | When Your Heart Stops Beating |
| No                            | Titre                                            | Auteur                        | Durée                         |                               |                               |                               |                               |                               |                               |
| ----------------------------- | ------------------------------------------------ | ----------------------------- | ----------------------------- | ----------------------------- | ----------------------------- | ----------------------------- | ----------------------------- | ----------------------------- | ----------------------------- |
| 1.                            | When Your Heart Stops Beating                    | +44                           | 3:14                          |                               |                               |                               |                               |                               |                               |
| 2.                            | When Your Heart Stops Beating (Electronic Remix) | +44                           | 3:22                          |                               |                               |                               |                               |                               |                               |
| 3.                            | 145 (Version acoustique de "155")                | +44                           | 3:40                          |                               |                               |                               |                               |                               |                               |
| 12:56                         |                                                  |                               |                               |                               |                               |                               |                               |                               |                               |

## Apparitions de la chanson dans les médias
- La chanson apparait dans l'épisode 14 de la saison 2 de la série Ghost Whisperer.